# 오슨 스콧 카드

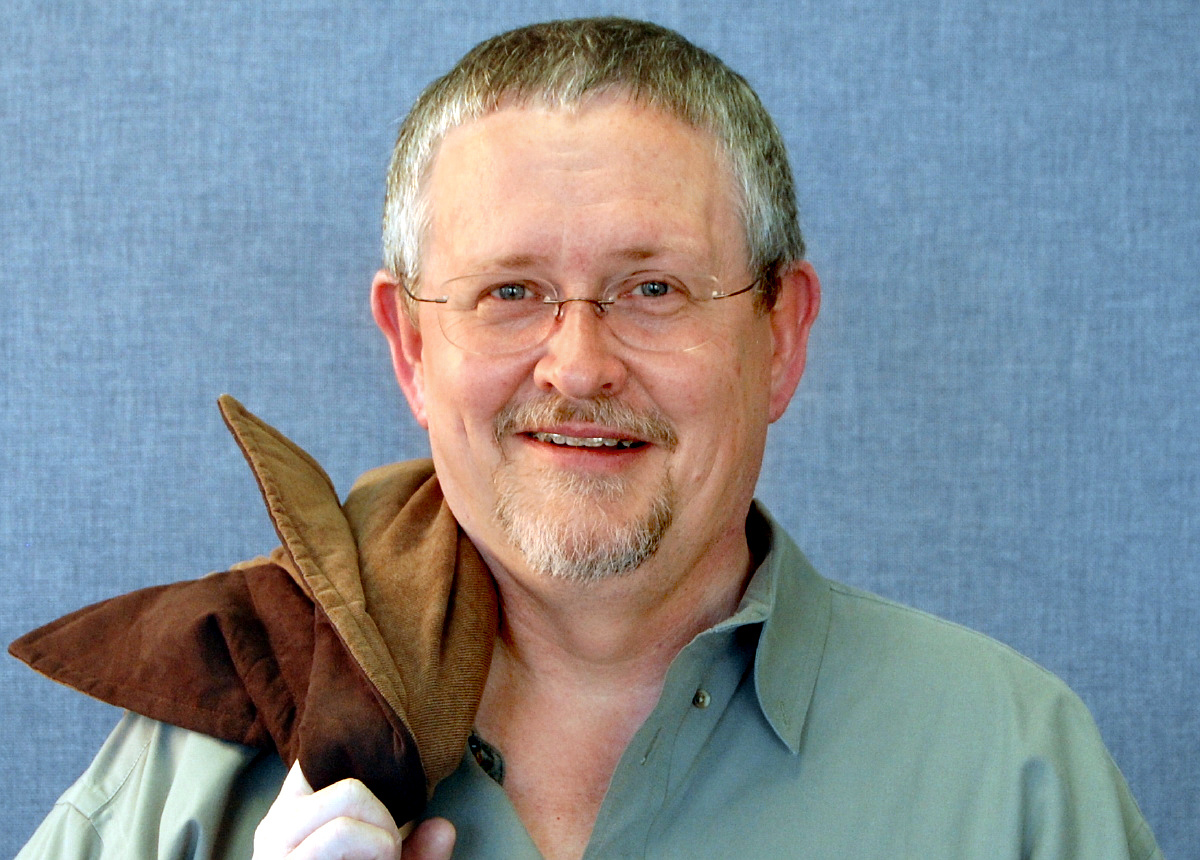
오슨 스콧 카드

오슨 스콧 카드(Orson Scott Card, 1951년 8월 24일 ~ )는 미국의 작가, 평론가이다. SF 작품들로 알려져 있으며 소설 《엔더의 게임》과 《사자의 대변인》(Speaker for the Dead, 1986)으로 휴고상 최우수 장편상과 네뷸러상 장편소설 부문을 각각 2년 연속 수상했다. 카드는 또한 로커스상 수상 문학 시리즈인 《앨빈 메이커 이야기》(The Tales of Alvin Maker)를 집필했다.
카드는 1951년 8월 24일 미국 워싱턴주 리칠랜드에서 태어나 유타주와 캘리포니아주에서 유년기를 보냈다. 브리검영 대학교를 졸업하고 브라질에서 예수 그리스도 후기 성도 교회 선교사 생활을 했다. 1978~1979년 동안 27편의 단편 소설을 출간했으며 1981년 유타 대학교에서 영문학 석사를 받았다.